# In einem fernen Land
In einem fernen Land (Originaltitel: Far and Away) ist ein US-amerikanischer Western aus dem Jahr 1992. Der Regisseur war Ron Howard, das Drehbuch schrieben Bob Dolman und Ron Howard. Die Hauptrollen spielten Tom Cruise und Nicole Kidman.

## Handlung
Die Handlung beginnt im Irland der späten 1880er Jahre. Joseph Donnelly, Sohn eines armen Kleinbauern, beschuldigt den Großgrundbesitzer Daniel Christie, für den Tod seines Vaters verantwortlich zu sein. Mit dem Ziel, Christie zu ermorden, verlässt er seine zwei Brüder und sein Heimatdorf. Unerfahren im Waffengebrauch und bewaffnet mit einer alten Büchse reitet er zum Schloss der Christies. Er versteckt sich im Pferdestall der Christies und wird von deren Tochter Shannon entdeckt. Sie verletzt ihn mit einer Mistgabel. Joseph macht daraufhin einen letzten Versuch, Daniel Christie zu erschießen, und wird verletzt, als der Schuss nach hinten losgeht. Die Christies pflegen Joseph, um ihn gesund der Polizei zu übergeben. Shannon Christie zeigt augenscheinliches Interesse an dem jungen Mann. Auf einer Teeparty erscheint auch Stephen Chase, der Verwalter der Christies, der vorher das Haus der Donnellys niedergebrannt hatte. Er ist der Verehrer und künftige Ehemann von Shannon. Er wird von Joseph gedemütigt und fordert ihn zum Duell heraus. Am Morgen des Duells rettet Shannon Joseph vor dem sicheren Tod und flieht mit ihm, um ihren sehnlichsten Wunsch zu verwirklichen: die Auswanderung in die USA. Da Frauen nicht allein reisen dürfen, benötigt sie Joseph bei der Überfahrt als ihren Diener.
In Boston werden Shannon die aus Irland mitgebrachten Wertsachen gestohlen, so dass Joseph die Leitung übernimmt, da nur er weiß, wie man mittellos überleben kann. Sie nehmen sich ein gemeinsames billiges Zimmer in einem schäbigen Bordell, wo Joseph Shannon als seine Schwester ausgibt. Die Arbeit in einer Hühnerfabrik fällt Shannon sichtlich schwer, und als Donnelly einmal ein Mädchen mitbringt, wird sie eifersüchtig. Bald beginnt Donnelly, als Profiboxer Geld zu verdienen, doch als er einen hochdotierten Kampf durch Unachtsamkeit verliert, wird er von seinem bisherigen Gönner verstoßen. Sie verlieren ihre Unterkunft und stehen mitten im Winter ohne Geld auf der Straße. Um nicht zu verhungern, brechen sie in ein Haus ein und sprechen dabei erstmals einander ihre Liebe aus, doch sie werden ertappt, bei der Flucht wird Shannon angeschossen. Joseph hat erfahren, dass auch Shannons Familie in Boston eingetroffen ist, um die Tochter wiederzufinden; ihr Gutshaus in Irland wurde von einem wütenden Mob zerstört, sie haben nur knapp überlebt. Joseph bringt die verletzte Shannon ihrer Familie und damit seinem Widersacher Stephen zurück, geht und versucht sie zu vergessen.
Acht Monate später hat Joseph beim Bau der Eisenbahn Arbeit gefunden und schließt sich spontan eines Tages einem vorbeiziehenden Treck nach Oklahoma an. Dort trifft er überrascht Shannon wieder, die ihre Familie ebenfalls dazu überredet hat, am Oklahoma Land Run teilzunehmen und sich ein neues Leben aufzubauen. Shannon ist zwischen Joseph und Stephen hin- und hergerissen. Der Run beginnt für Joseph ungünstig, zumal er dabei wieder auf Stephen trifft, der die noch offene Rechnung begleichen will und ihn mehrmals attackiert, zuletzt beim Einrammen der Besitzfahne. Dabei stürzt Joseph auf einen Stein und tut so, als liege er im Sterben, worauf sich Shannon endgültig für Joseph entscheidet. Doch es geht ihm gut, und gemeinsam markieren sie ihr Traumland.

## Synchronisation
| Rolle            | Schauspieler    | Deutscher Sprecher |
| ---------------- | --------------- | ------------------ |
| Joseph Donnelly  | Tom Cruise      | Stephan Schwartz   |
| Shannon Christie | Nicole Kidman   | Petra Barthel      |
| Stephen Chase    | Thomas Gibson   | Hubertus Bengsch   |
| Daniel Christie  | Robert Prosky   | Joachim Röcker     |
| Nora Christie    | Barbara Babcock | Barbara Adolph     |
| Danty Duff       | Cyril Cusack    | Helmut Heyne       |
| Kelly            | Colm Meaney     | Klaus Sonnenschein |

## Kritiken
„Wunderbare Bilder, gute Darsteller und eine aufwändige Inszenierung sorgen in diesem Siedlerepos für beste Unterhaltung. Nicht nur die Charaktere (kerniger Boxer, zickige Frau, trinkfester Vater usw.), sondern auch ein Großteil der Themen wurden hier vom brillanten Meister John Ford entlehnt und vereint: Irisches Landleben, Milieustudien der Arbeiterschicht, die Kunst des Boxsports und natürlich die Erschließung des Westens.“

„Der Film fügt seinen Vorbildern keine originäre Erfindung hinzu; der Handlungsablauf ist schleppend, die Charaktere sind schablonenhaft. Durch prächtige Bildpanoramen entsteht ein optisch opulenter, ansonsten aber enttäuschender Film.“

## Auszeichnungen
Der Film wurde in zwei Kategorien für den Filmpreis MTV Movie Award nominiert. Enya wurde für den Song Book of Days für den Spottpreis Goldene Himbeere nominiert.
Die Deutsche Film- und Medienbewertung FBW in Wiesbaden verlieh dem Film das Prädikat besonders wertvoll.

## Hintergründe
Die Dreharbeiten fanden im US-Bundesstaat Montana sowie in Dingle statt.
Die Produktionskosten des Films betrugen ca. 60 Millionen US-Dollar. Bei einem Einspielergebnis von ca. 59 Millionen US-Dollar in den USA gilt der Film als einer der finanziell weniger erfolgreichen Filme mit Tom Cruise bzw. Nicole Kidman.
In einem fernen Land wurde in Super Panavision 70 gedreht. In Deutschland war er der letzte Film, der zum Bundesstart zusätzlich zum 35-mm-Format (2,35:1) im 70-mm-Format (2,20:1) vertrieben wurde.